# 25 Brygada Kawalerii Powietrznej

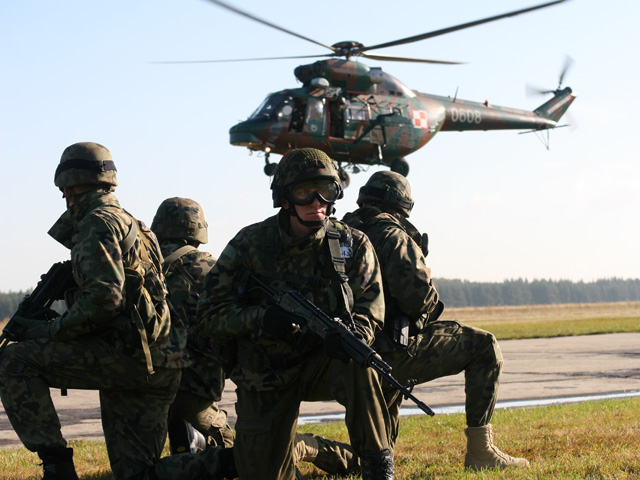
Kurs „Patrol”

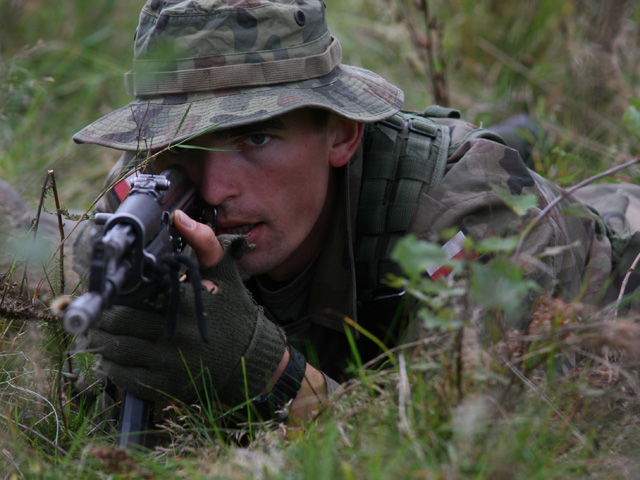
Tomaszowski kawalerzysta podczas ćwiczeń w warunkach leśnych

25 Brygada Kawalerii Powietrznej im. Księcia Józefa Poniatowskiego (25 BKPow.) – aeromobilny związek taktyczny Wojsk Lądowych rozmieszczony w Tomaszowie Mazowieckim, Nowym Glinniku, Leźnicy Wielkiej oraz w Kłodzku.

## Historia Brygady

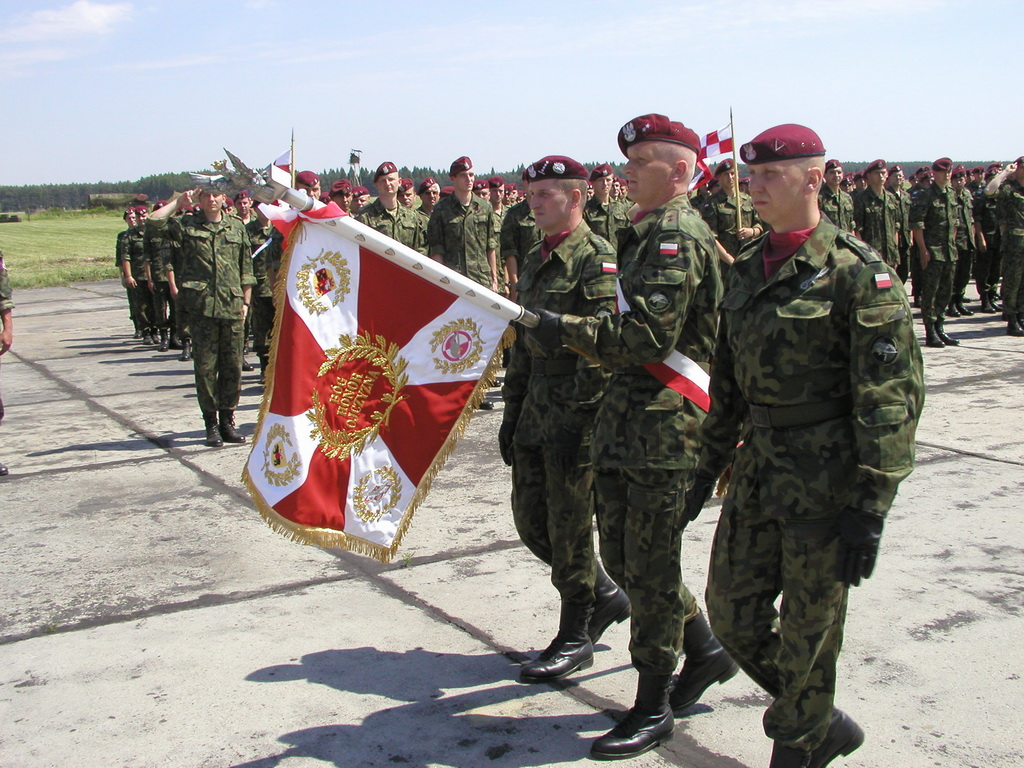
Sztandar 25 Brygady Kawalerii Powietrznej podczas święta brygady

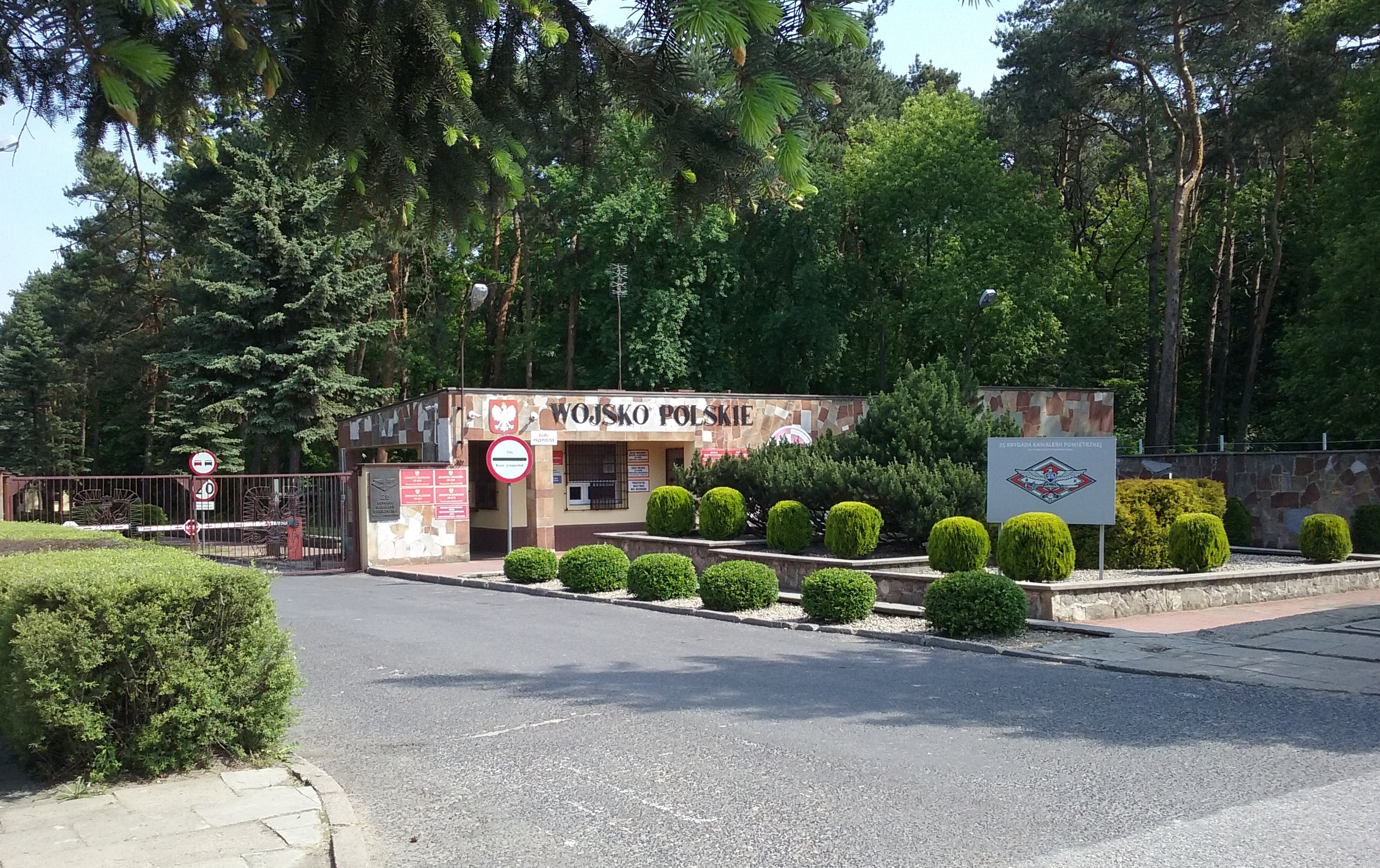
Wartownia Jednostki Wojskowej 4391 w Tomaszowie Mazowieckim

Wojsko Polskie było obecne na Nowym Glinniku pod Tomaszowem Mazowieckim, od końca II wojny światowej, kiedy ulokowano tu 7 pułk lotnictwa szturmowego. Lotnisko, przed II wojną światową cywilne, istnieje od 1925 roku.
W czerwcu 1994 rozpoczęto formowanie 25 Dywizji Kawalerii Powietrznej. 14 sierpnia 1995 dywizja przejęła tradycje Mazowieckiej Brygady Kawalerii oraz otrzymała imię Księcia Józefa Poniatowskiego. W ciągu pięciu następnych lat podczas przygotowań do wstąpienia Polski do NATO, MON, na podstawie analizy doświadczeń podobnych jednostek z Wielkiej Brytanii i Holandii oraz uwzględniając warunki współczesnego pola walki, zdecydowało o przeformowaniu w mniejszą, specjalizowaną do szybkiego reagowania, mobilną formację taktyczną. Tym samym, we wrześniu 1999 roku, 25 Dywizja Kawalerii Powietrznej została przeformowana w 25 Brygadę Kawalerii Powietrznej.
Brygada została podporządkowana dowódcy Korpusu Powietrzno-Zmechanizowanego, a od stycznia 2002 dowódcy 2 Korpusu Zmechanizowanego. Od kwietnia 2004 brygada podlegała Dowództwu Wojsk Lądowych.
Po zmianie organizacji dowodzenia SZ RP, od 1 stycznia 2014 jednostka podlega bezpośrednio Dowództwu Generalnemu Rodzajów Sił Zbrojnych.
Od 2000 roku w tomaszowskiej Brygadzie służą kobiety. Pierwszą z nich była ppor. Ewelina Osuchowska-Rybka.
Po promocji w 2004 roku wyznaczona została na stanowisko służbowe w 25 batalionie dowodzenia w Tomaszowie Mazowieckim.
JW 4391 jest jedyną z wojsk powietrznodesantowych Sił Zbrojnych Rzeczypospolitej Polskiej dysponującą jakimikolwiek etatowymi statkami powietrznymi.
10 kwietnia 2021 roku żołnierze 25 Brygady Kawalerii Powietrznej pełnili asystę honorową przy trumnie piosenkarza Krzysztofa Krawczyka.

### Współpraca międzynarodowa
Brygada współpracuje z United States Army i Canadian Army, czego efektem są szkolenia w Ameryce Północnej W grudniu 2018 roku z okazji setnej rocznicy ustanowienia stosunków dyplomatycznych między USA a Polską, jednostkę w Tomaszowie Mazowieckim odwiedziła Ambasador USA w Warszawie – Georgette Mosbacher.

Insygnia 25 BKPow.
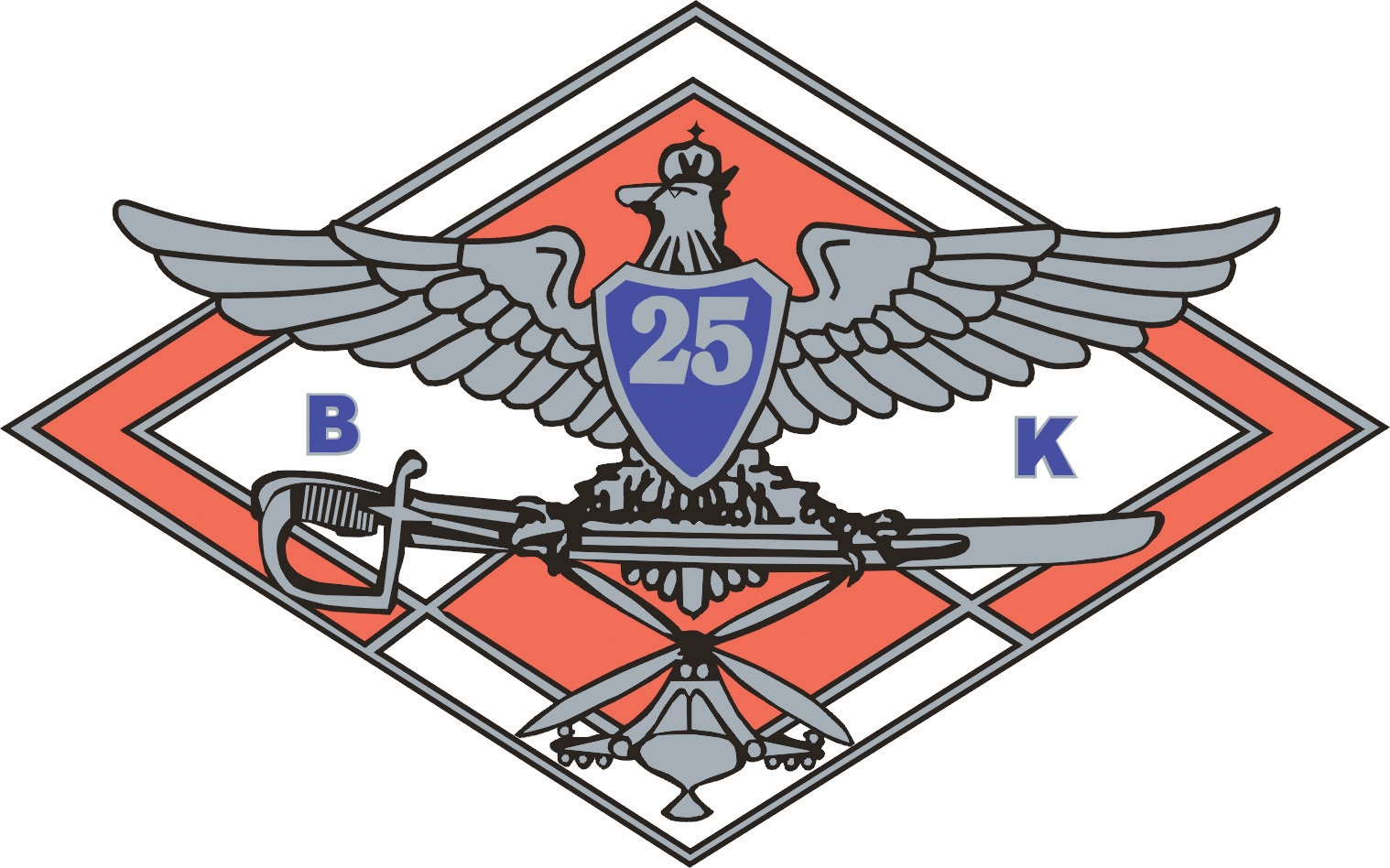
Odznaka pamiątkowa
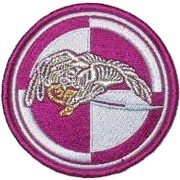
Oznaka rozpoznawcza
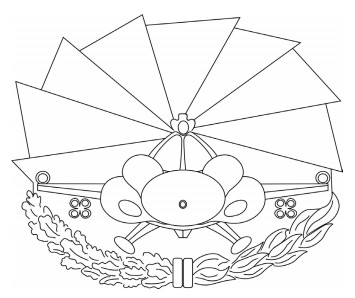
Proporczyk na beret

## Lotnisko na terenie jednostki
Na terenie jednostki  znajduje się Lotnisko Tomaszów Mazowiecki. Istnieje w tym miejscu od 1925 roku, kiedy to obsługiwało Prezydenta RP często odwiedzającego rezydencje rządową w Spale, ale również służąca tomaszowskich fabrykantom (dynamicznie rozwijającego się wówczas przemysłu lekkiego i chemicznego w mieście), w podróżach biznesowych. Podczas wojny, od lata 1940 roku wykorzystywane było przez Luftwaffe, jako lotnisko „podskokowe” (w celu uzupełnienia paliwa). Z lądowiska w tym czasie korzystały głównie niemieckie samoloty transportowe, łącznikowe, rzadziej bojowe. Jednak znaczne wysiedlenia ludności okolicznych wsi i rozpoczęte budowy infrastruktury lotniczej (np. do dziś zachowane hangary na Nowym Glinniku, czy  warsztaty naprawcze silników lotniczych Daimlera na terenie pobliskiej Tomaszowskiej Fabryki Sztucznego Jedwabiu), wskazują na istnienie niemieckich planów poszerzenia jego funkcjonalności. Tuż przed ewakuacją w 1944 roku Niemcy wysadzili pas startowy lotniska.  W latach 70 XX wieku, korzystał z niego wielokrotnie I sekretarz PZPR, Edward Gierek, dla którego na pobliskiej Konewce wybudowano rezydencje rządową. Zmodernizowane lotnisko jest przystosowane do obsługi wojskowych samolotów z napędem turboodrzutowym.

## Udział w międzynarodowych operacjach wojskowych
Tomaszowscy żołnierze uczestniczyli w zagranicznych operacjach wojskowych zarówno w Iraku, Czadzie jak i w Afganistanie. Jeden z jej dowódców  gen. broni Tadeusz Buk, w latach 2004-2005 pełnił funkcję zastępcy dowódcy Wielonarodowej Dywizji Centrum-Południe w Iraku.

### Polegli na służbie
11 listopada 2018 roku w głównej bazie Polskiego Kontyngentu Wojskowego w Afganistanie w mieście Ghazni, w ramach Obchodów stulecia odzyskania niepodległości przez Polskę odsłonięty został pomnik polskich żołnierzy poległych w Afganistanie. Tablica upamiętnia 40 osób, wśród których jest pięciu żołnierzy  25 Brygady Kawalerii Powietrznej.
Są nimi:
- kpt. Daniel Ambroziński (najwyższy stopniem żołnierz SZ RP zabity w Afganistanie. Zginął od pocisku snajpera 10 sierpnia 2009, w powiecie Adżristan w północno-zachodniej części podległej operacyjnie SZ RP prowincji Ghazni)[17];
- plut. Miłosz Górka (zginął 12 czerwca 2010 r. podczas ataku improwizowanym ładunkiem wybuchowym na polski konwój logistyczny jadący Rosomakiem z bazy Warrior do bazy Ghazni)[18];
- sierż. Adam Szada-Borzyszkowski (zginął 14 października 2010 roku w wyniku wybuchu pocisku moździerzowego, podczas ubezpieczania patrolu saperskiego. Była to jego druga misja zagraniczna, w 2007 r. służył w Iraku)[19];
- sierż. Zbigniew Biskup (w trakcie służby w  Afganistanie służył w  Samodzielnej Grupie Powietrzno-Szturmowej. Była to jego czwarta zmiana w wojskach operacyjnych SZ RP. Poprzednio służył w V i X zmianie w Iraku i VII zmianie w Afganistanie)[20];
- st. chor. Sylwester Janik (zmarł 2 września 2013 w  amerykańskim szpitalu koalicyjnym w RFN, Ramstein Air Base. Jego śmierć była wynikiem ciężkich ran, jakie odniósł pięć dni wcześniej podczas ataku na bazę Ghazni w Afganistanie)[21][22].

## Struktura organizacyjna Brygady
Brygada liczy 3500 żołnierzy.
- Dowództwo 25 Brygady Kawalerii Powietrznej w Tomaszowie Mazowieckim:
  - 1 Batalion Kawalerii Powietrznej w Leźnicy Wielkiej
  - 7 Batalion Kawalerii Powietrznej w Tomaszowie Mazowieckim
  - 1 Dywizjon Lotniczy w Leźnicy Wielkiej
  - 7 Dywizjon Lotniczy w Nowym Glinniku
  - 25 Batalion Dowodzenia w Tomaszowie Mazowieckim
  - 25 Batalion Logistyczny
    - 25 Kompania Zaopatrzenia w Nowym Glinniku
    - 25 Kompania Remontowa w Nowym Glinniku

  - 25 Grupa Zabezpieczenia Medycznego w Tomaszowie Mazowieckim
  - Powietrzna Jednostka Ewakuacji Medycznej w Nowym Glinniku[24].
  - 22 Batalion Piechoty Górskiej w Kłodzku

## Uzbrojenie i wyposażenie
Uzbrojenie brygady stanowią m.in.:
- karabinek wz. 96 Beryl
- karabiny maszynowe PKM

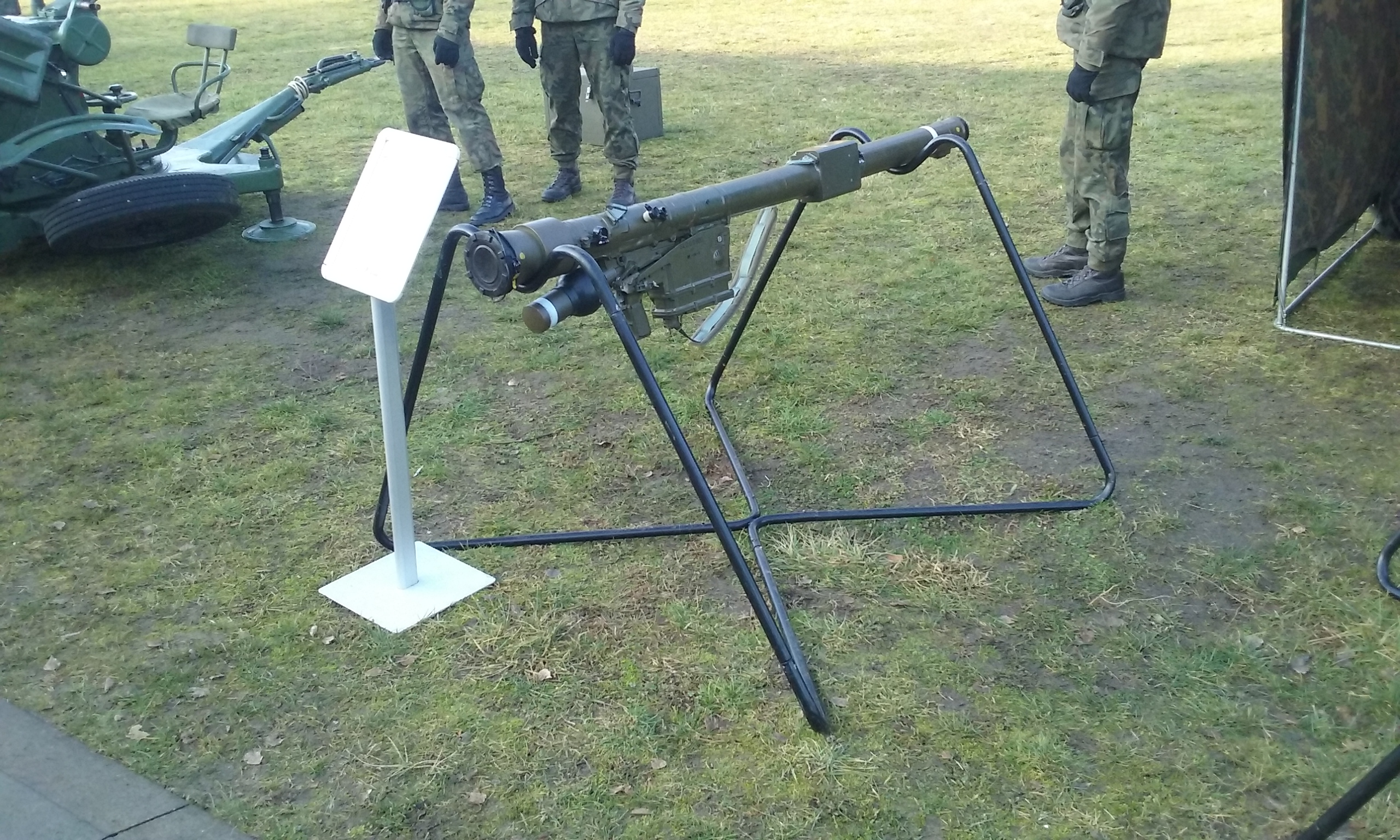
Polski przenośny przeciwlotniczy zestaw rakietowy „Grom”

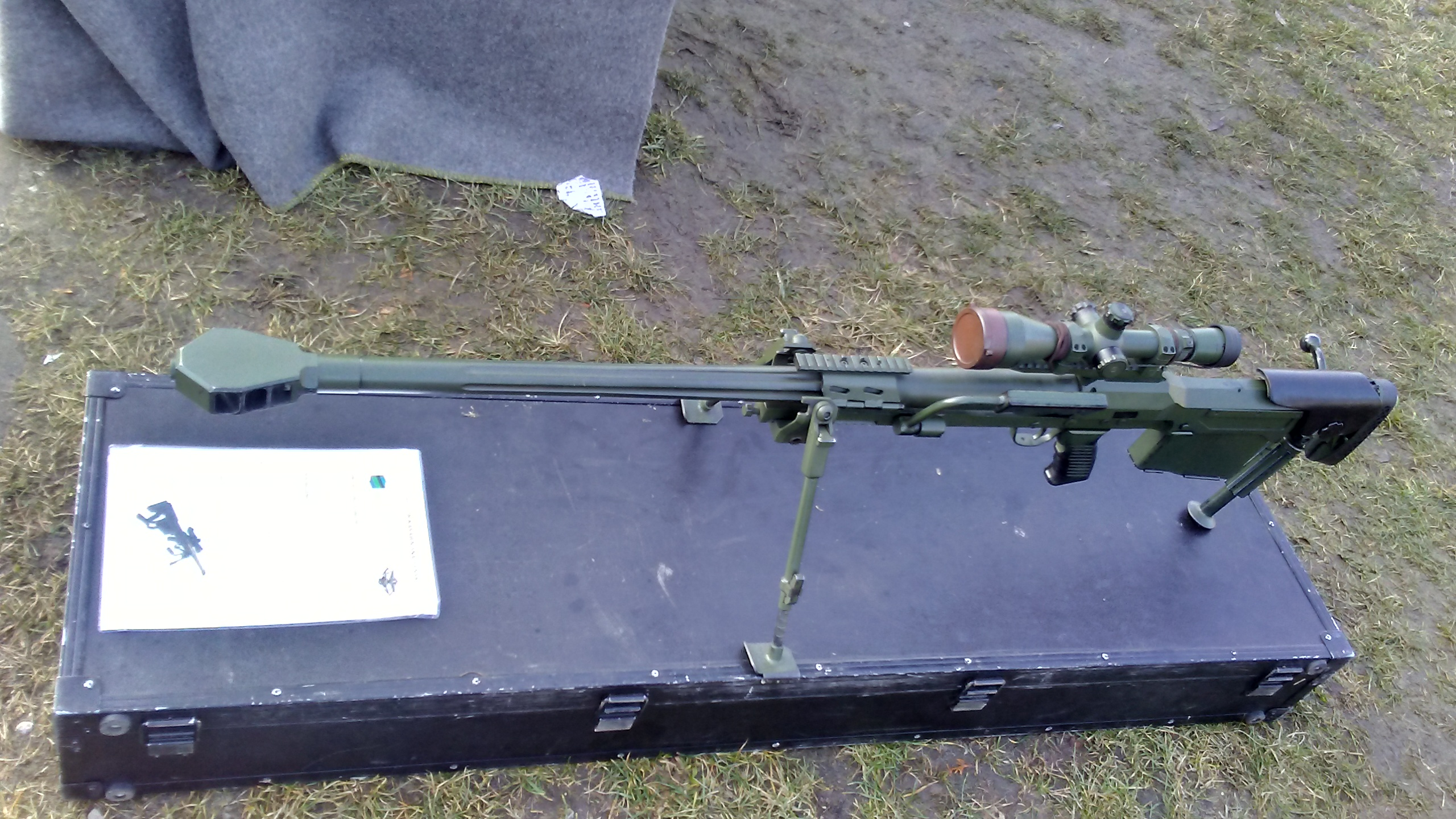
Polski karabin Tor

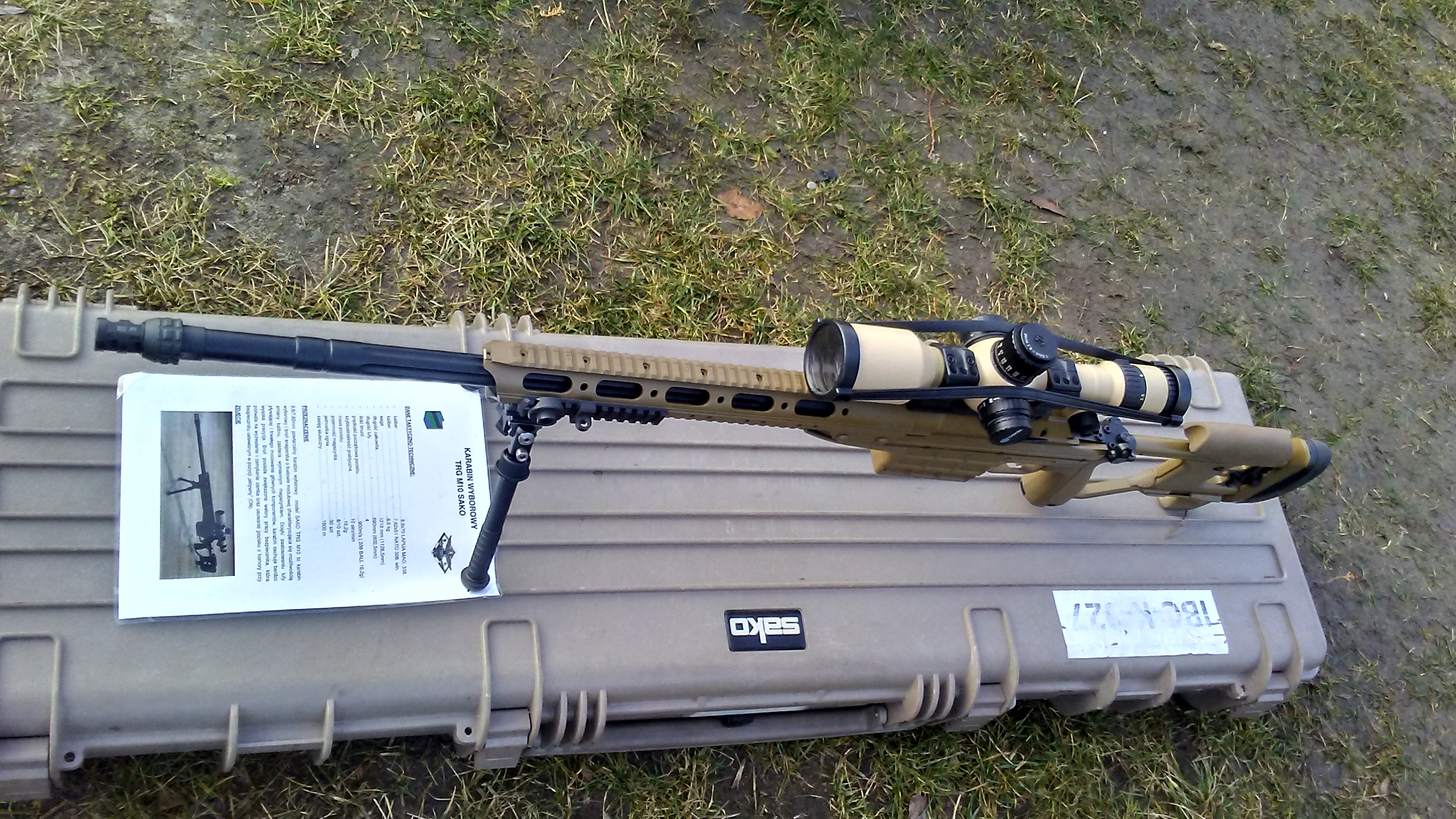
Fiński karabin wyborowy Sako TRG M10

- karabin wyborowy Sako TRG M10 (7,62 × 51 mm NATO i .338 Lapua Magnum)
- karabin Tor
- granatniki przeciwpancerne: RPG-7W, ppk Spike
- przenośne zestawy rakietowe Grom
- moździerze LRM vz. 99[25]
- armaty przeciwlotnicze ZUR-23-2-S
- śmigłowce W-3 Sokół, Mi-8T i Mi-17

W Jednostce Wojskowej 4392, będącej w składzie brygady, znajduje się Ośrodek Szkolenia Aeromobilno-Spadochronowego tomaszowskiej kawalerii. Placówka posiada szkoleniowy tunel aerodynamiczny W 2019 oficerowie Ośrodka wygrali XXXVIII Międzynarodowy Wielobój Spadochronowy Europejskich Szkół Spadochronowych

### Zakup nowych śmigłowców
W lipcu 2022 roku zapadła decyzja o wysposażeniu 25 Brygady Kawalerii Powietrznej w 32 śmigłowce Leonardo AW149, które zastąpią śmigłowce W-3 Sokół. 25 maja 2023 roku podczas konferencji Defence24 Day gen. bryg. Ireneusz Nowak, Inspektor Sił Powietrznych, poinformował o zakupie dodatkowych 22 śmigłowców Leonardo AW101 dla tomaszowskiej kawalerii. 30 października 2023 r. przekazano dwa pierwsze egzemplarze śmigłowców AW149 dla żołnierzy brygady.  
Tomaszowska Brygada znajduje się na zaopatrzeniu gospodarczym 31 Wojskowego Oddziału Gospodarczego w Zgierzu.

## Dowódcy Brygady

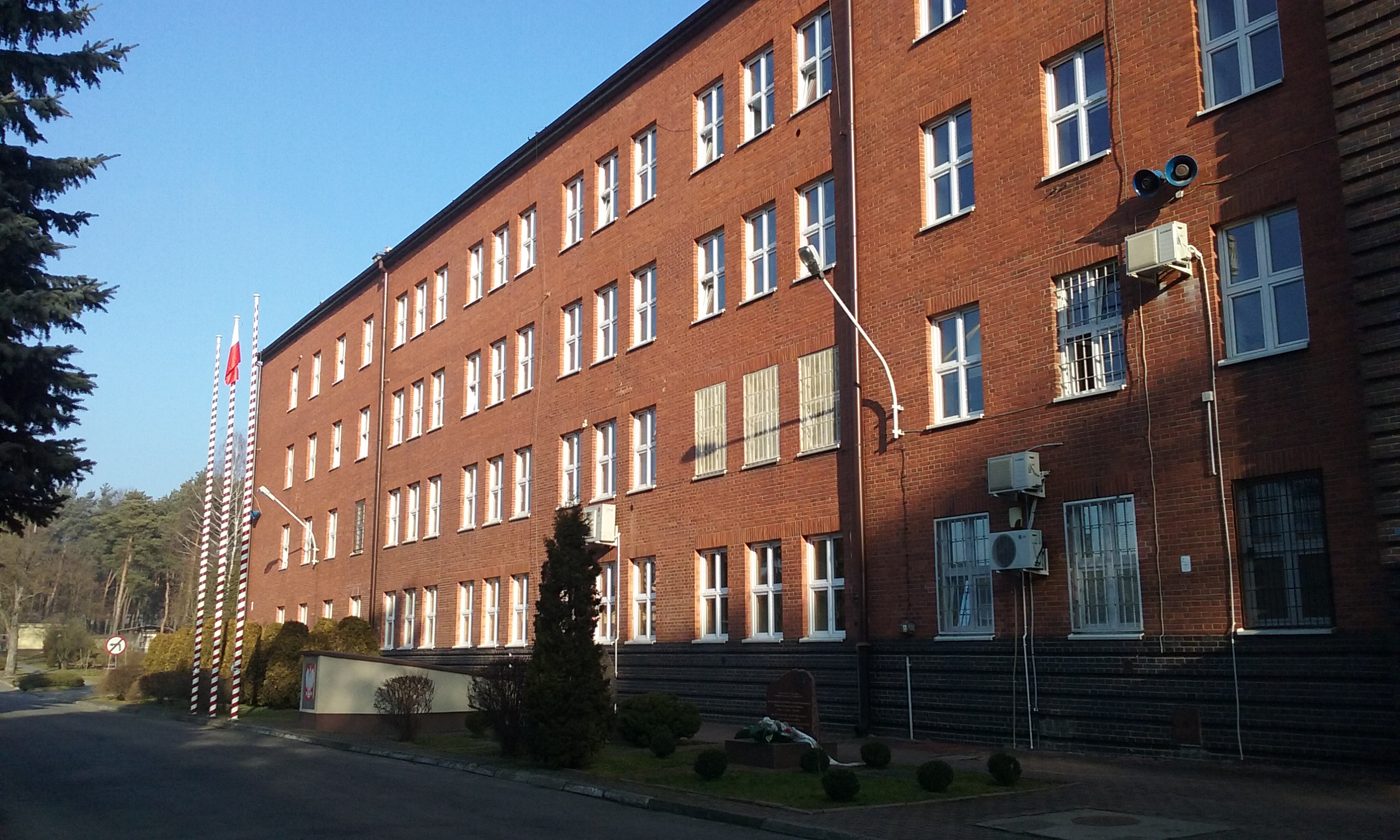
Budynek Sztabu 25 Brygady w Tomaszowie Mazowieckim

- 1998–2000 – gen. bryg. Jan Kempara
- 2000–2004 – gen. bryg. Edward Gruszka
- 2004–2005 – gen. bryg. Włodzimierz Potasiński
- 2005–2008 – gen. bryg. Ireneusz Bartniak
- 2008–2010 – gen. bryg. Dariusz Wroński
- 2010–2014 – gen. bryg. Marek Sokołowski
- 2014 – płk Adam Grela (czasowo pełniący obowiązki)
- 2014–2017 – gen. bryg. Stanisław Kaczyński
- 2017–2020 – gen. bryg. Adam Marczak[32]
- 2020–2021 – płk Piotr Gołos (czasowo pełniący obowiązki)[32]
- 2021–2023 – gen. bryg. dr inż. Mariusz Pawluk[33][34][35][36][37]
- 2023–obecnie – gen. bryg. Tomasz Białas[38]

## Odznaczenia
- Pro Patria

W 2012 roku, na podstawie decyzji Urzędu ds. Kombatantów i Osób Represjonowanych, jednostkę odznaczono Medalem „Pro Patria”. Dekoracja sztandaru miała miejsce 15 czerwca 2012 podczas uroczystości obchodów święta jednostki.